# Emmanuel Ngona Ngotsi
Emmanuel Ngona Ngotsi MAfr (ur. 1 stycznia 1960 w Bambu-Mines) – kongijski duchowny rzymskokatolicki, biskup Wamba od 2024. 

## Życiorys
22 sierpnia 1990 otrzymał święcenia kapłańskie w Zgromadzeniu Misjonarzy Afryki. Przez kilkanaście lat pracował duszpastersko w Nigrze. W 2005 został asystentem prowincjalnym w Burkina Faso, a w 2008 objął funkcję rektora zakonnego filozofatu w Wagadugu. Rok później został wybrany przełożonym kongijskiej prowincji zakonnej, zaś w latach 2010–2017 był członkiem rady generalnej Ojców Białych. W 2017 ponownie wybrany prowincjałem w Demokratycznej Republice Konga.
17 stycznia 2024 papież Franciszek mianował go biskupem Wamba. Sakry udzielił mu 15 września 2024 kardynał Fridolin Ambongo.